# チョン・ジュノ
チョン・ジュノ（鄭 俊鎬、정준호、1970年10月1日 - ）は、韓国の俳優・モデル。慶熙大学校演劇映画学科卒。身長183cm、体重76kg、血液型A型。

## 略歴
ゴルフ場でアルバイトしているところ、モデルのスカウトをうけ芸能界へ。95年MBCドラマ「同期間」で芸能界デビュー。その後CMやテレビドラマで活躍後、映画界へ進出。ラブストーリーの貴公子役からシリアスな悪役、そしてユーモアたっぷりのコメディーまで様々な役柄をこなす。どちらかと言えば、笑いを誘うコミカルな役柄を演じることが多い。
2008年のドラマ「ラスト・スキャンダル」では最優秀主演男優賞とチェ・ジンシルと共にベストカップル賞を受賞している。司会者としても韓国最大の映画祭である青龍映画賞の司会進行を7年連続で務めるほか、イベントや親しい俳優の結婚式の司会を担当することも多い。「愛のケータリング」という炊き出しのボランティア活動も行っている。
ボランティアやチャリティー・福祉活動にも熱心で、障害者のために2億ウォンを寄付している。俳優業の他にハワイのオアフ島にあるハワイアナホテルを過去に経営している（2009年末ごろまで）。芸能プロダクション代表も務める。2011年3月25日にソウルのWソウル・シェラトン・ウォーカーヒルホテルにてMBCアナウンサーのイ・ハジョンと結婚。
2014年2月8日に熊本県上天草市の維和島で行われたトレッキングフェスティバルに参加。集まったファンと共にオルレコースを歩き、九州オルレ視察記念植樹として緋寒桜を植樹。その後、松島総合センターアロマにて約400人のファンの前でトークショーを開催。当時の上天草市長と対談し、非公式ではあるが、上天草親善大使に任命され、『いつか上天草市で映画の撮影をしてみたい。上天草市の良さを韓国でも広めていきたい。』と話す。また、妻であるイ・ハジョンが妊娠中である事を明かし、『子どもが生まれたら、また上天草市に遊びに来ます』と話し、会場の1番前に座っていた女の子と指切りをして約束をした。トークショーの最後に行われた抽選会では、会場の子どもたちを抱っこして、写真撮影を行う。
2014年2月14日に第一子である男児が誕生。2016年6月26日に第二子である女児が誕生。

## 出演作品

### 映画
- アナキースト（2000年） - グン役
- サイレン（2000年）
- リアル・フィクション（2000年）
- 黒水仙（2001年）
- 大変な結婚（2001年） - パク・テソ役
- 白い部屋（2001年）
- マイ・ボス マイ・ヒーロー（2001年） - ドゥシク役
- 恋する婚活プランナー（2002年）
- 千年湖（2003年） - ビハラン役
- 東海水と白頭山が（2003年）
- 踊るJSA 帰還迷令発動中!?（2003年）
- 俺も行く（2004年）
- 逆転の名手（2005年）
- 公共の敵2 あらたなる闘い（2005年）
- マイ・ボス マイ・ヒーロー2 リターンズ（2006年） - ドゥシク役
- サランバンの選手とお母さん（2007年）
- 遺憾な都市（2009年）
- 二人の女（2010年）
- オペレーション・クロマイト（2016年） - ソ・ジョンチル役
- ヒットマン エージェント:ジュン（2020年） - チョン・ドッキュ役
- おんぶ（2022年） - 船長ジョンボム役[1]

### ドラマ
- 同期間（1995年、MBC）
- 胸を開けろ（1995年、MBC）
- 愛（1997年、MBC）
- 三番目の男（1997年、MBC）
- 美しい罪（1997年、SBS）
- シンデレラ（1997年、MBC） - イノ役
- サラン〜Love〜（1998年、MBC） - チェ・ミンソク役
- ひまわり（1998年-1999年、MBC） - ムン・スンナム役
- ワンチョ（1999年、MBC） - イ・ジョンジェ役
- グッバイ・マイ・ラブ（1999年、MBC） - チェ・ギテ役
- 新貴公子（2000年、MBC） - キム・ギス役
- エアフォース（2000年、MBC） - ユ・チョンジュン役
- ホテリアー（2001年、MBC） - ホテルの客役
- キリマンジャロのヒョウ（2001年、KBS）
- ルル姫（2005年、SBS） - カン・ウジン役
- ラスト・スキャンダル（2008年、MBC） - チャン・ドンチョル（ソン・ジェビン）役
- IRIS-アイリス-（2009年、KBS） - チン・サウ役
- 逆転の女王（2010年-2011年、MBC） - ボン・ジュンス役
- 隣人の妻（2013年、JTBC） - ミン・サンシク役
- ママ〜最後の贈りもの〜（2014年、MBC） - ムン・テジュ役
- 波瀾万丈嫁バトル（2015年-2016年、MBC） - ユン・テス役
- オクニョ 運命の女（2016年、MBC） - ユン・ウォニョン役
- SKYキャッスル〜上流階級の妻たち〜（2018年-2019年、JTBC） - カン・ジュンサン役
- ノクドゥ伝（2019年、KBS2） - 光海君役[2]
- コンビニのセッピョル（2020年、SBS）
- 女神降臨（2020年、tvN） - イ・ジュホン役[3]
- 今から、ショータイム！（2022年、MBC） - チェ・ゴム役[4]

### CM
- ハイマート
- SEJUNG
- MSゾーン
- LGテレコム

### 司会
- 青龍映画賞：2001年 第22回より7年連続

### 吹き替え
- マウス・タウン ロディとリタの大冒険

### ミュージック・ビデオ
- KCM -『Smile Again』

### CD
- ラスト・スキャンダル オリジナルサウンドトラック 『約束』…チャン・ドンチョル（ソン・ジェビン）

## 受賞
- 1997年 MBC演技大賞 男性新人賞
- 2002年 青龍映画賞人気スター賞
- 2002年 KBS 演芸街中継最高興行俳優賞
- 2005年 黄金撮影賞演技対象
- 2007年 第8回大韓民国映像大田フォトジェニック
- 2007年 韓国モデル像 CF部門モデルスター
- 2008年 MBC演技大賞 最優秀主演男優賞
- 2008年 MBC演技大賞 ベストカップル賞（チェ・ジンシル） -ラスト・スキャンダル-